# Karl Skerlan

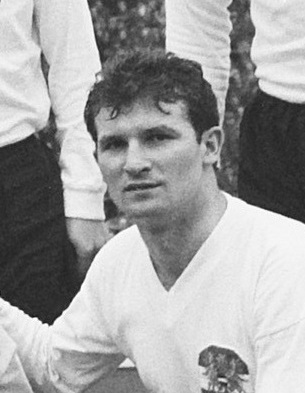
Karl Skerlan im Jahr 1964

Karl Skerlan (* 3. Jänner 1940; † 7. Februar 2017) war ein österreichischer Fußballspieler. Der Nationalspieler war Teil des berühmten Sport-Club-Sturms der späten 1950er Jahre, konnte aber auch mit seinem zweiten Verein Admira Wien große Erfolge feiern.

## Karriere
Karl Skerlan kam vom kleinen burgenländischen Verein ASV Kittsee zum Wiener Sport-Club und konnte bereits in seinem ersten Meisterschaftsjahr in der höchsten Liga für Furore sorgen. Gemeinsam mit Walter Horak, Adolf Knoll, Erich Hof und Josef Hamerl bildete er den berühmten Sport-Club-Sturm, mit dem Karl Skerlan bereits bei seinem Meisterschaftsdebüt den Titel holte. Zwei Jahre lang, beziehungsweise 41 Spiele in Folge, blieb er mit seiner Mannschaft ungeschlagen, und konnte folglich auch 1958/59 die Meisterschaft gewinnen. Auch im Europapokal der Landesmeister sorgte Karl Skerlan mit den Dornbachern für große Erfolge, Höhepunkt der legendäre 7:0-Sieg über den italienischen Meister Juventus Turin, bei dem er auch ein Tor beisteuerte. Auch in der Nationalmannschaft konnte Karl Skerlan zu dieser Zeit Fuß fassen, sein Debüt gab er am 19. November 1958 in Berlin beim 2:2 gegen Deutschland. Er spielte auch bei der Europameisterschaft 1960, bei der Österreich im Viertelfinale an Frankreich scheiterte, schoss dabei ein Tor gegen Norwegen. 1961 entschloss sich Karl Skerlan gemeinsam mit dem Klubkollegen Pepi Hamerl zum Wechsel von Dornbach nach Jedlesee zur Admira Wien.
Bei den Admiranern konnte sich der Stürmer rasch einleben, stellte gleich mit 16 Meisterschaftstoren in 23 Partien einen neuen persönlichen Rekord auf und wurde zugleich auch bester Meisterschaftsschütze der Schwarz-Weißen. Der erste Titelgewinn beim neuen Verein gelang im Pokal 1964, im Finale besiegte Karl Skerlan mit der Admira die Wiener Austria mit 1:0. In das Jahr des Pokalsiegs fällt auch der letzte Einsatz des Stürmers in der Nationalmannschaft, am 11. November 1964 beim 1:0-Sieg über die Sowjetunion in Wien. Für die Admira blieb er indes bis 1967 aktiv. 1966 konnte er mit dem Verein noch das Double gewinnen. In der Meisterschaft kam er zwar nicht mehr so regelmäßig wie in seinen Anfangsjahren zum Einsatz, er stand allerdings in der Sieger-Elf im Pokalfinale, die Rapid Wien 1:0 bezwang. Zu seinem Karriereende ging Karl Skerlan nach einem Jahr beim deutschen Regionalligisten FK Pirmasens noch vier weitere Saisonen für den SC Schwarz-Weiß Bregenz in der ersten und zweiten Liga auf Torejagd und war dort auch Spielertrainer (1969/70 zog er mit dem damals in der Regionalliga West spielenden Klub ins Cup-Halbfinale ein, wo die Mannschaft erst – nach zweimaligem Unentschieden gegen den Linzer ASK – durch Losentscheid gegen die Linzer verloren wurde.).

## Stationen
- ASV Kittsee (bis 1957)
- Wiener Sport-Club (1957–1961)
- SK Admira Wien (1961–1967)
- FK Pirmasens (Deutschland) (1967–1968)
- Schwarz-Weiß Bregenz (1968–1971)

## Erfolge
- 2 × Viertelfinale Europapokal der Landesmeister: 1959, 1960

- 3 × Österreichischer Meister: 1958, 1959, 1966
- 1 × Österreichischer Vizemeister: 1960
- 2 × Österreichischer Cupsieger: 1964, 1966

- Teilnahme an der Europameisterschaft 1960: Viertelfinale
- 14 Länderspiele und 3 Tore für die österreichische Fußballnationalmannschaft von 1958 bis 1964